# Pfarrhaus Rieden (bei Kaufbeuren)

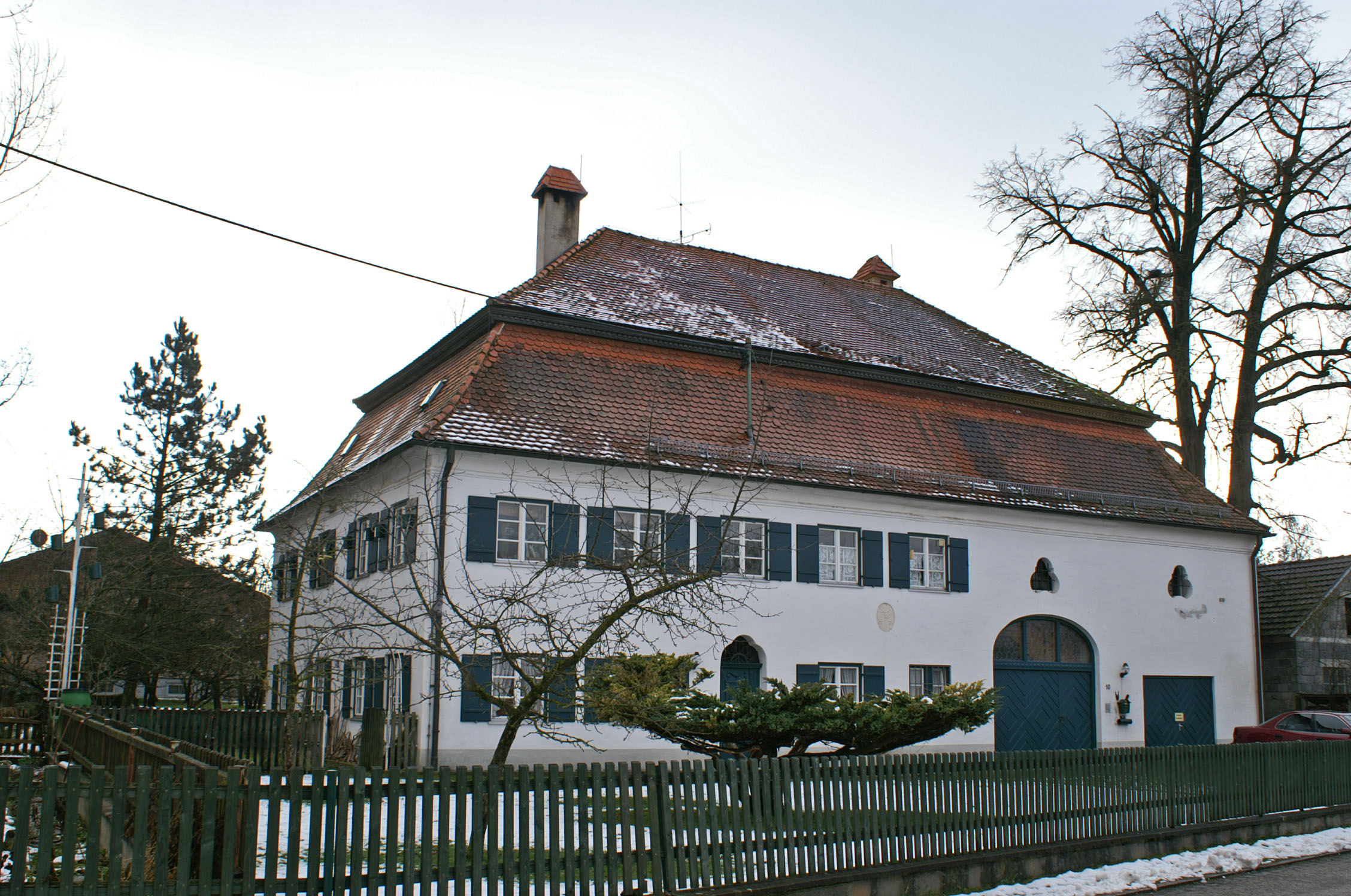
Ehemaliges Pfarrhaus in Rieden

Das Pfarrhaus in Rieden, einer Gemeinde im Landkreis Ostallgäu im bayerischen Regierungsbezirk Schwaben, wurde 1793 errichtet. Das ehemalige Pfarrhaus an der Dorfstraße 10, südwestlich der katholischen Pfarrkirche St. Martin, ist ein geschütztes Baudenkmal.
Der zweigeschossige Mansard-Walmdachbau mit angebautem Wirtschaftsteil besitzt vier zu fünf Fensterachsen.